# Crucea Națională „Serviciul Credincios”

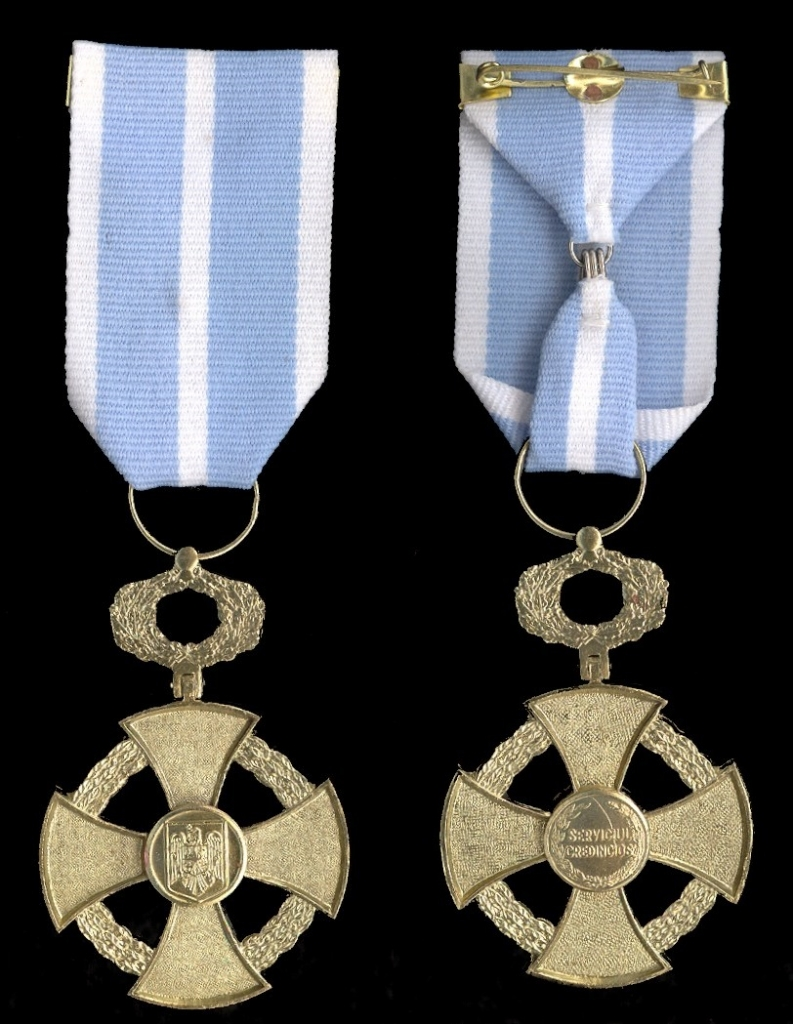
Crucea Națională „Serviciul Credincios”, clasa a III-a

Crucea Națională „Serviciul Credincios” a fost instituită de Regele Carol I în 1906, ca o cruce din două clase. La începutul anului 1948, împreună cu Ordinul și Medalia Serviciului Credincios, precum și toate ordinele tradiționale românești, a fost întrerupt de Guvernul Comunist din România.
În 2000 a fost reintrodusă împreună cu Ordinul și Medalia, ca o cruce de trei clase. Este cea mai înaltă decorație de stat pentru persoanele fără studii superioare.